# Cereje

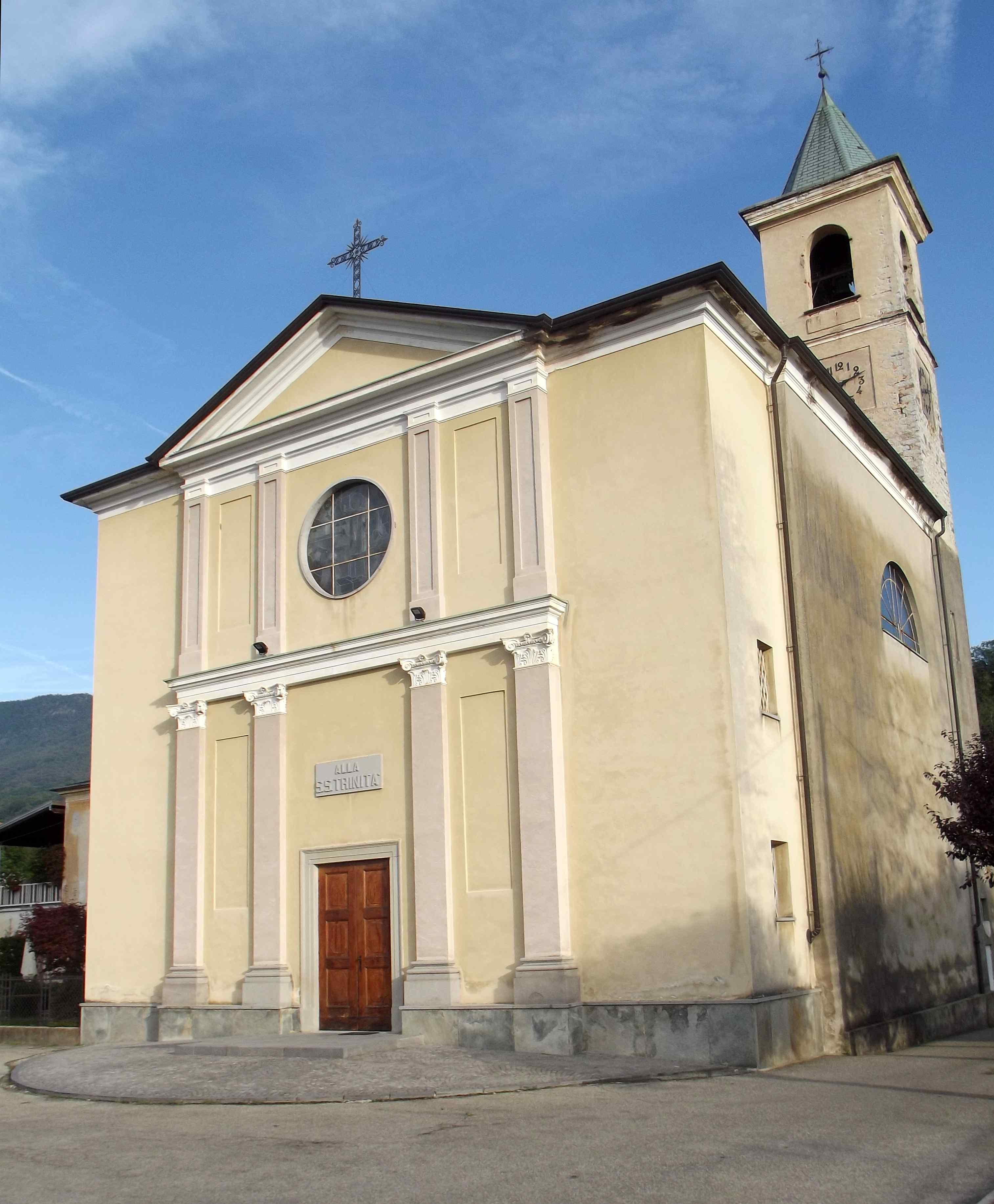
La chiesa del Santo Spirito

Cereje è una frazione del comune di Valdilana, in provincia di Biella.

## Storia
Originariamente era un piccolo oratorio dedicato al Santo Spirito. Citato nei documenti comunali già nel 1606 fu dotato di campanile nel 1699. L'11 gennaio 1840 il vescovo la eresse in parrocchia. L'attuale chiesa fu ricostruita tra il 1849 ed il 1855.